# Pterygogramma hallami
Pterygogramma hallami är en stekelart som beskrevs av Girault 1920. Pterygogramma hallami ingår i släktet Pterygogramma och familjen hårstrimsteklar. Inga underarter finns listade i Catalogue of Life.